# Pseudorthodes virgula
Pseudorthodes virgula är en fjärilsart som beskrevs av Augustus Radcliffe Grote 1883. Pseudorthodes virgula ingår i släktet Pseudorthodes och familjen nattflyn. Inga underarter finns listade.